# Rutulsky (huyện)
Huyện Rutulsky (tiếng Nga: ? райо́н) là một huyện hành chính tự quản (raion), của Dagestan, Nga. Huyện có diện tích 2167 km², dân số thời điểm ngày 1 tháng 1 năm 2000 là 17600 người. Trung tâm của huyện đóng ở Rutul.